# Mesochorus convallis
Mesochorus convallis là một loài tò vò trong họ Ichneumonidae.